# João Paulo Brito
João Paulo Brito (* 5. Juni 1974) ist ein ehemaliger portugiesischer Fußballspieler.
Brito wechselte am 27. Januar 2006 zum damaligen Regionalligisten SSV Jahn Regensburg, wo er als Ersatz für Torjäger Enrico Kern eingesetzt werden sollte. Er spielte bereits für den bulgarischen Erstligisten ZSKA Sofia. 
Aufgrund einer Verletzung im Trainingslager des SSV Jahn Regensburg in der Türkei war Brito den Rest der Saison lang nicht einsatzfähig. Sein Vertrag wurde nach dem Abstieg des SSV auch nicht mehr verlängert. Dieser Verlauf der Ereignisse machte ihm zum „Phantomspieler“ des SSV. Seine Verpflichtung wird rückblickend sehr belächelt, da die Vereinsführung davor noch verlauten ließ, man habe „einen Spieler verpflichtet, den die Regionalliga noch nicht gesehen hat“. Dies hatte sich auch so bewahrheitet, da Brito kein Spiel für den Jahn absolvierte.